# Venasque
Venasque is een gemeente in het Franse departement Vaucluse (regio Provence-Alpes-Côte d'Azur) en telt 966 inwoners (1999). De plaats maakt deel uit van het arrondissement Carpentras. Het dorp is lid van Les Plus Beaux Villages de France.
Het dorp heeft een baptisterium dat dateert uit de Merovingische tijd.

## Geschiedenis
Venasque is de oude hoofdstad van de pauselijke staat, het graafschap Venaissin, en gaf daaraan ook zijn naam. In 1320 nam de bisschopsstad Carpentras de rol van hoofdstad over.

## Geografie
De oppervlakte van Venasque bedraagt 35,7 km², de bevolkingsdichtheid is 27,1 inwoners per km².
De onderstaande kaart toont de ligging van Venasque met de belangrijkste infrastructuur en aangrenzende gemeenten.

## Demografie
Onderstaande figuur toont het verloop van het inwonertal (bron: INSEE-tellingen).